# Johan Wibergh
Johan Wibergh, född 4 september 1963, är (från 1 augusti 2015) teknikchef på Vodafone. Han var 2008–2015 medlem av Ericssons koncernledning och chef för affärsområdet Networks, vilket är Ericssons största affärsområde som står för cirka hälften av koncernens omsättning.  Från 1 januari 2010 var han även vice verkställande direktör.